# Notre-Dame (Morienval)

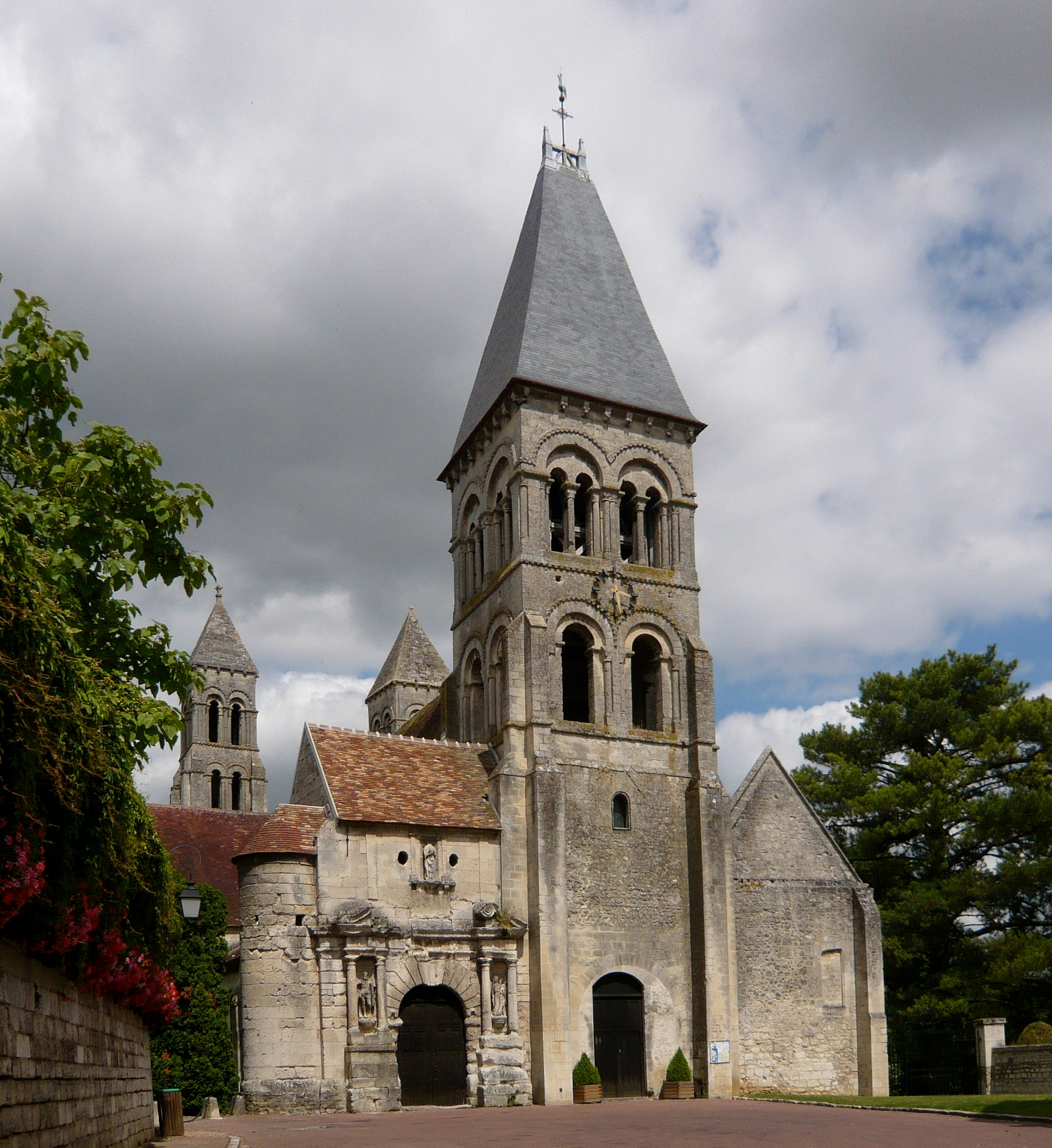
Ehemalige Abteikirche Notre-Dame in Morienval, Ansicht von Westen

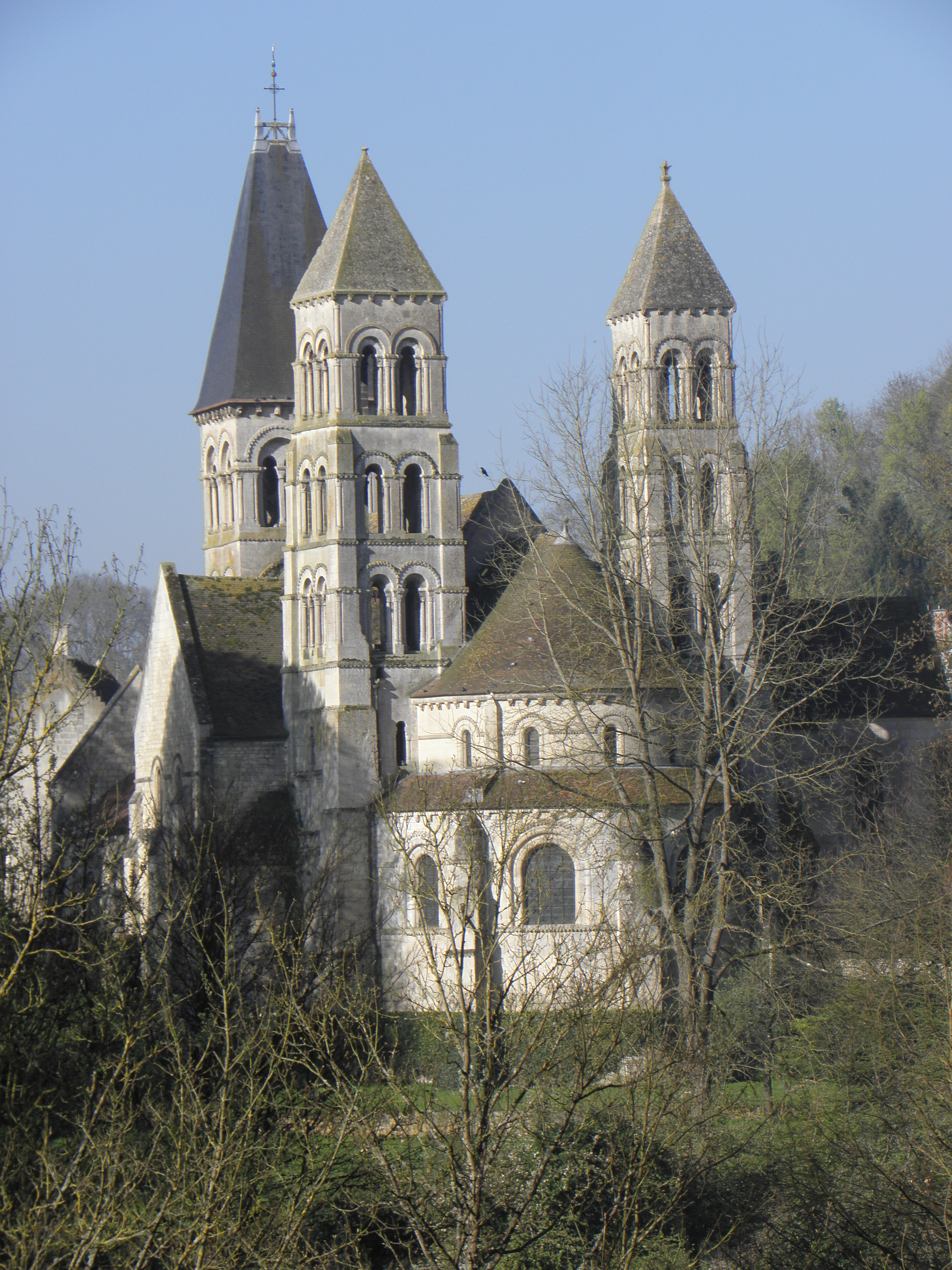
Ansicht von Osten

Die katholische Pfarrkirche Notre-Dame in Morienval, einer Gemeinde im Département Oise in der französischen Region Hauts-de-France, war ehemals die Abteikirche eines Benediktinerinnenklosters und wurde in drei Bauphasen vermutlich ab der Mitte des 11. Jahrhunderts errichtet. Die ehemaligen Abteigebäude gehören zu den Bauwerken, die bereits im Jahr 1840 als Monument historique in die Liste der Baudenkmäler (Base Mérimée) in Frankreich aufgenommen wurden.

## Geschichte
Die ehemalige Benediktinerinnenabtei von Morienval wurde vermutlich im 9. Jahrhundert gegründet. In einer Urkunde aus dem Jahr 920 werden Schenkungen an das Kloster erwähnt, die bis auf Karl den Kahlen zurückreichen. Wann die Kirche gebaut wurde, ist nicht belegt. Man nimmt an, dass sie in der Mitte des 11. Jahrhunderts begonnen wurde. Zwischen 1075 und 1103 erhielt das Kloster die Reliquien des heiligen Annobert, der im 7. Jahrhundert Bischof von Sées war.
In der ersten Bauphase, zwischen 1075 und 1085, entstanden das ursprüngliche, halbrunde Chorhaupt, die unteren Geschosse der beiden Türme am Chor und der Vorhallenturm an der Westfassade. Die beiden oberen Geschosse der Türme seitlich des Chors sowie das Langhaus, das an der Stelle des bis dahin erhaltenen vorromanischen Kirchenschiffs errichtet wurde, einschließlich der beiden Seitenschiffe gehen auf die zweite Bauphase zwischen 1085 und 1105 zurück. Um 1130 folgte mit der Errichtung des Chorumgangs zur Stützung des ursprünglichen Chorhauptes die dritte Bauphase. Wohl noch vor der Mitte des 12. Jahrhunderts wurde das Chorjoch eingewölbt.
Im 13. Jahrhundert baute man an das nördliche Querhaus eine Kapelle an. Im 14. Jahrhundert wurde die Apsiskalotte durch ein Kreuzrippengewölbe im Stil der Gotik ersetzt. Im 17. Jahrhundert fanden unter der Äbtissin Anne de Foucault größere Umbauten statt. Der Turm wurde in die Westfassade integriert, im nördlichen Seitenschiff wurde ein großes Portal durchgebrochen und das Mittelschiff wurde mit Kreuzrippengewölben versehen. An das südliche Querhaus baute man eine Sakristei an.
1745 wurde die Abtei aufgehoben und die Kirche wurde Pfarrkirche, wobei sie die frühere, dem heiligen Dionysius von Paris geweihte und später abgebrochene Pfarrkirche ersetzte. 1878 und von 1900 bis 1903 erfolgten unter der Leitung des Architekten Paul Selmersheim umfangreiche Renovierungsmaßnahmen.

## Architektur

### Außenbau
Die Kirche besitzt drei Türme, zwei seitlich des Chores und einen Westturm, den sogenannten Vorhallenturm. Der Unterbau des Westturmes ist an den Kanten mit Strebepfeilern verstärkt. Das darüber liegende Geschoss ist von rundbogigen Klangarkaden durchbrochen und auf dem obersten Stockwerk öffnen sich auf allen vier Seiten Zwillingsfenster. Die Rundbögen der Fenster sind wie das Gesims zwischen den beiden Obergeschossen mit einem Rollenfries verziert.
Die beiden Türme seitlich des Chorhauptes sind schlanker als der Turm der Westfassade. Sie weisen drei Obergeschosse auf, die auf allen Seiten von rundbogigen Zwillingsfenstern durchbrochen sind. Der Nordturm ist rechteckig, der Südturm quadratisch. Beide Türme werden von vierseitigen Pyramidendächern bekrönt.
Vom Chorhaupt hat nur die Außenmauer des Chorumgangs ihren originalen Schmuck bewahrt. Sie ist von vier Fenstern durchbrochen, deren Archivolten mit Rundstäben verziert sind, über denen ein Rollenfries verläuft. Dieser setzt sich über die gesamte Apsiswand und deren oben abgerundete Strebepfeiler fort.

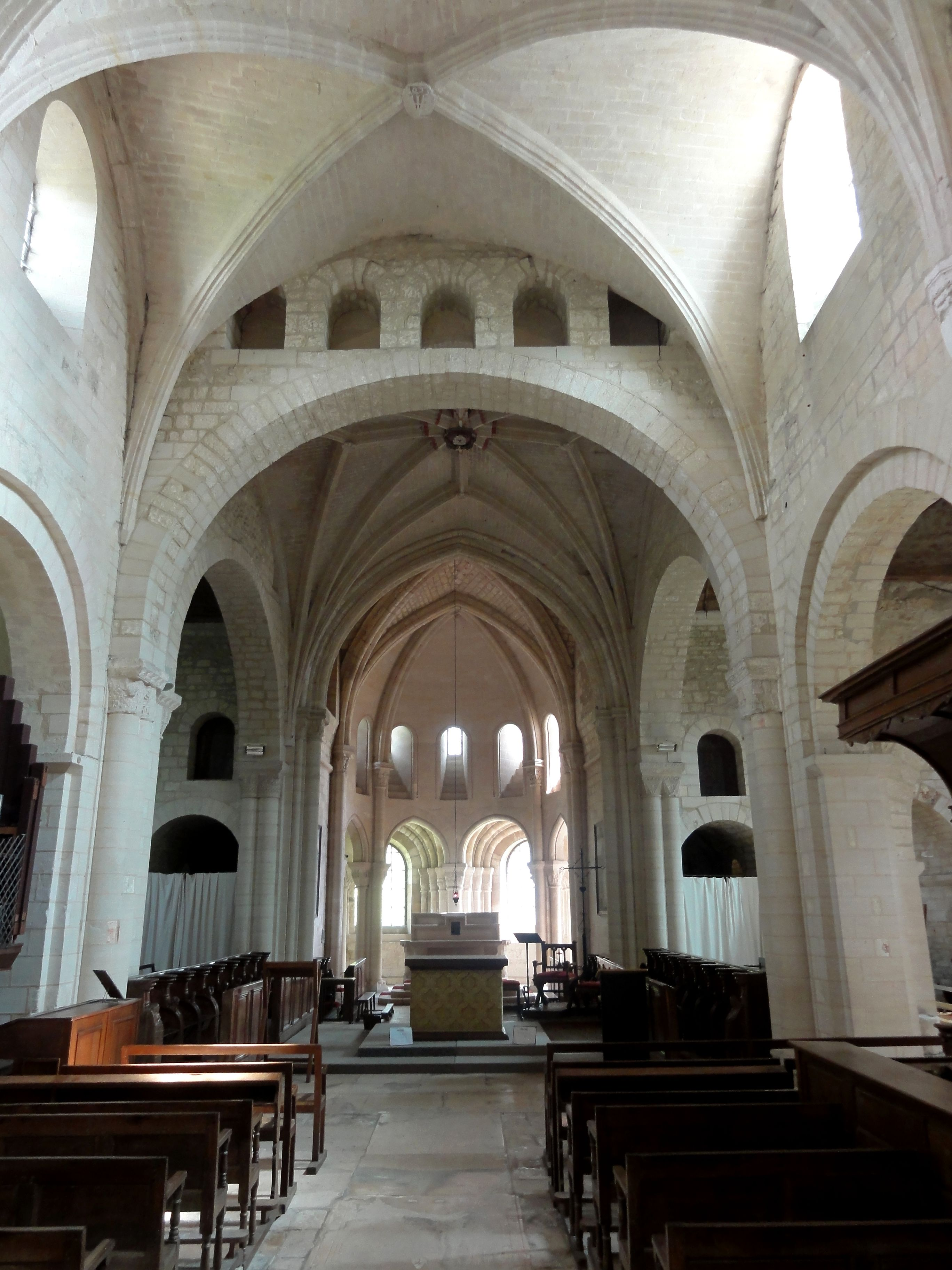
Langhaus mit Blick zur Vierung und zum Chor

### Innenraum
Die Kirche ist eine dreischiffige Basilika mit einer Vorhalle im Westen. Das Langhaus erstreckt sich über drei Joche, die durch weite Rundbogenarkaden gegliedert werden. Diese ruhen auf Pfeilern mit Säulenvorlagen, die mit Kapitellen verziert sind.
Ein großer Triumphbogen, über dem sich fünf Rundbogenarkaden reihen, öffnet das Langhaus zur Vierung und den beiden Querhausarmen, die von einer mit der Jahreszahl 1614 bezeichneten Holzdecke gedeckt sind. Das Kreuzrippengewölbe des Hauptschiffs wurde 1652 an der Stelle der ursprünglichen Holzdecke eingezogen, ebenso das Sterngewölbe der Vierung, dessen Schlussstein mit einem Wappen verziert ist und die Jahreszahl 1652 aufweist. Das noch aus der zweiten Bauphase um 1100 stammende nördliche Seitenschiff wird von einem Kreuzgratgewölbe gedeckt.
Die Apsis wird von vier ungleichmäßigen Arkaden begrenzt. Die äußeren und die mittlere linke Arkade sind spitzbogig, die mittlere rechte Arkade weist einen Rundbogen auf.
Der Chorumgang, der als Pseudoumgang bezeichnet wird, da er wohl aus statischen Gründen errichtet wurde und für einen echten Chorumgang zu eng und außerdem von den Querhausarmen nicht zugänglich ist, besitzt ein unregelmäßiges Kreuzrippengewölbe, dessen Rippen aus groben Wülsten bestehen.

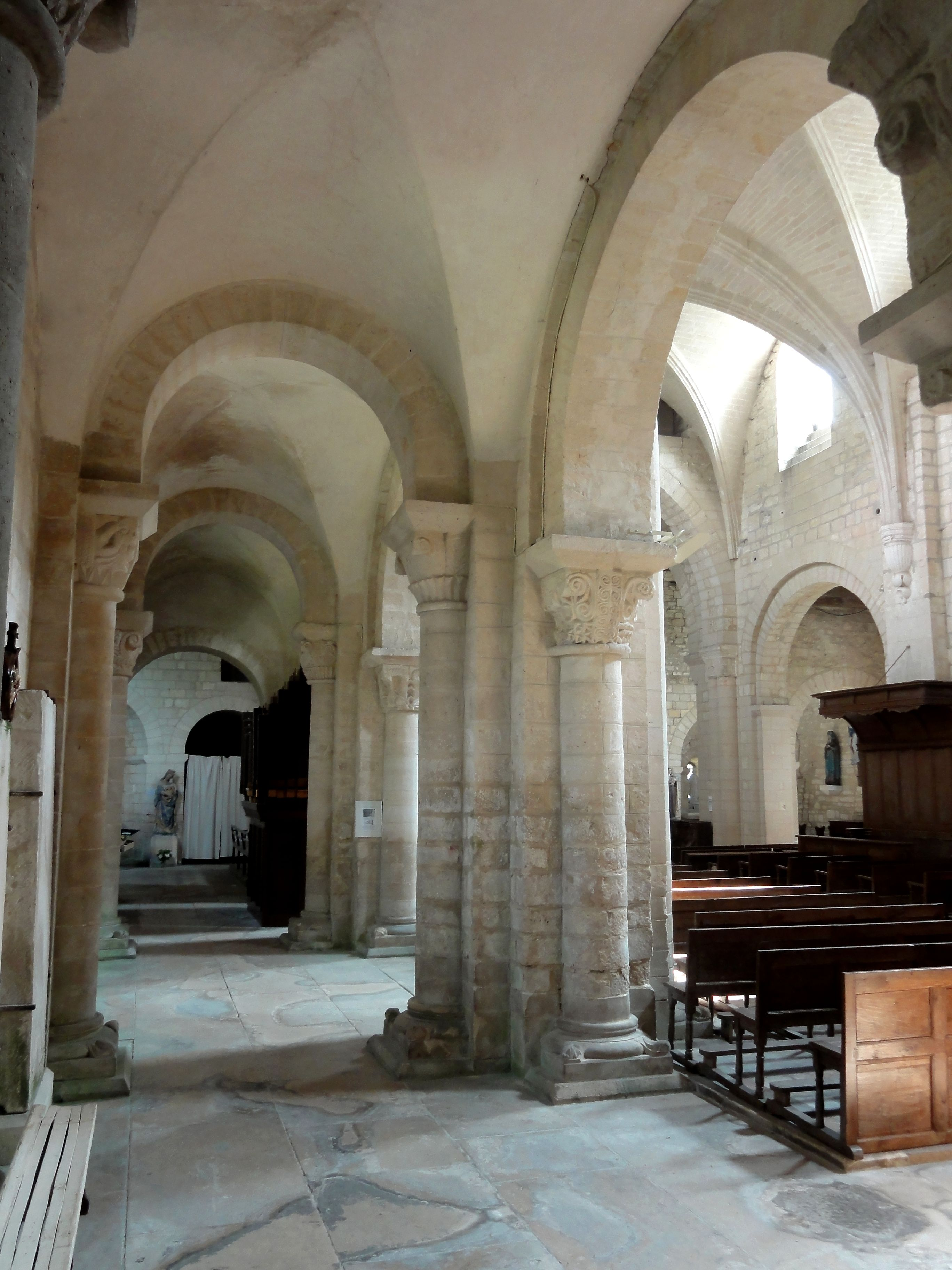
Nördliches Seitenschiff
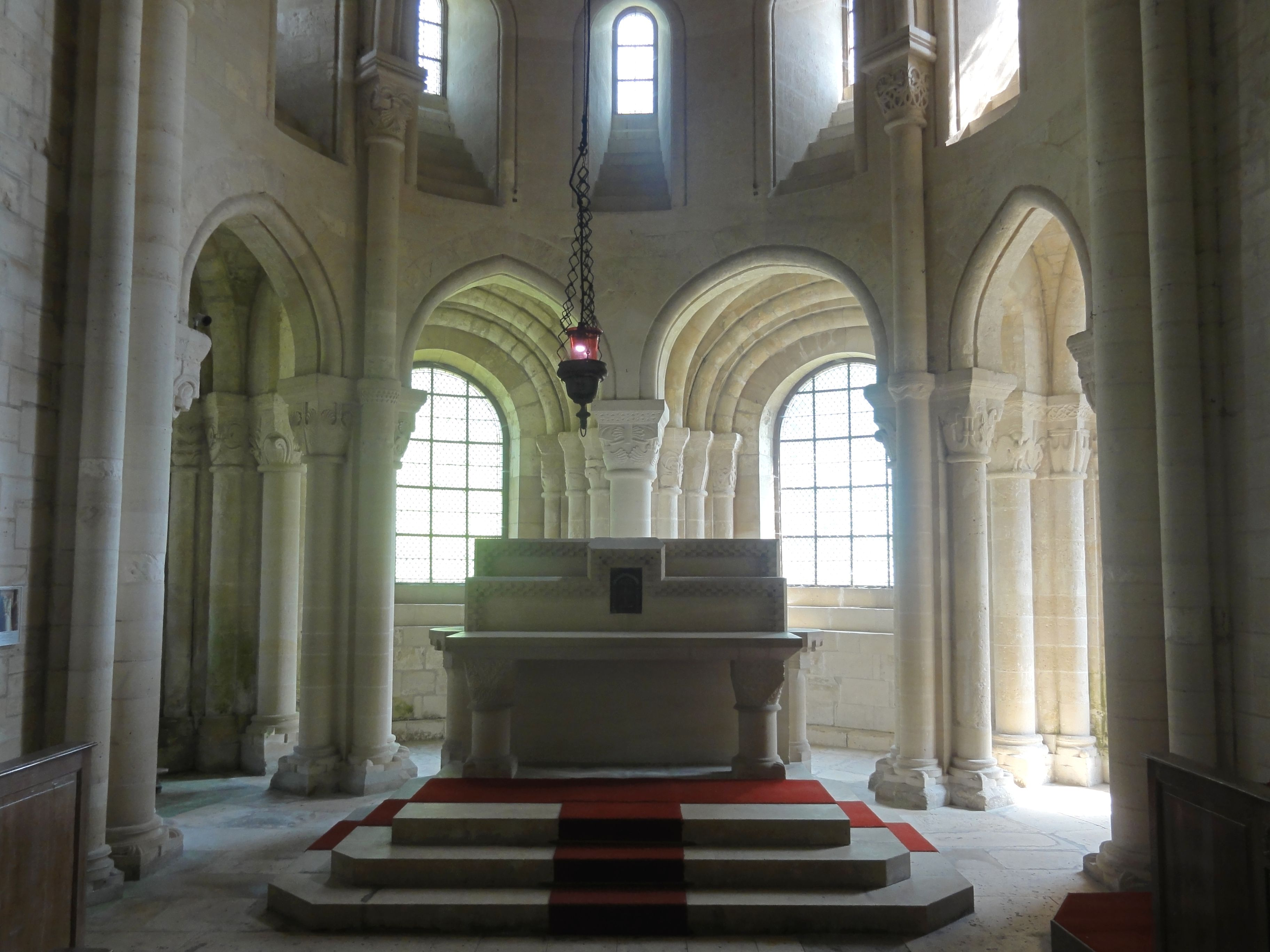
Apsis und Chorumgang
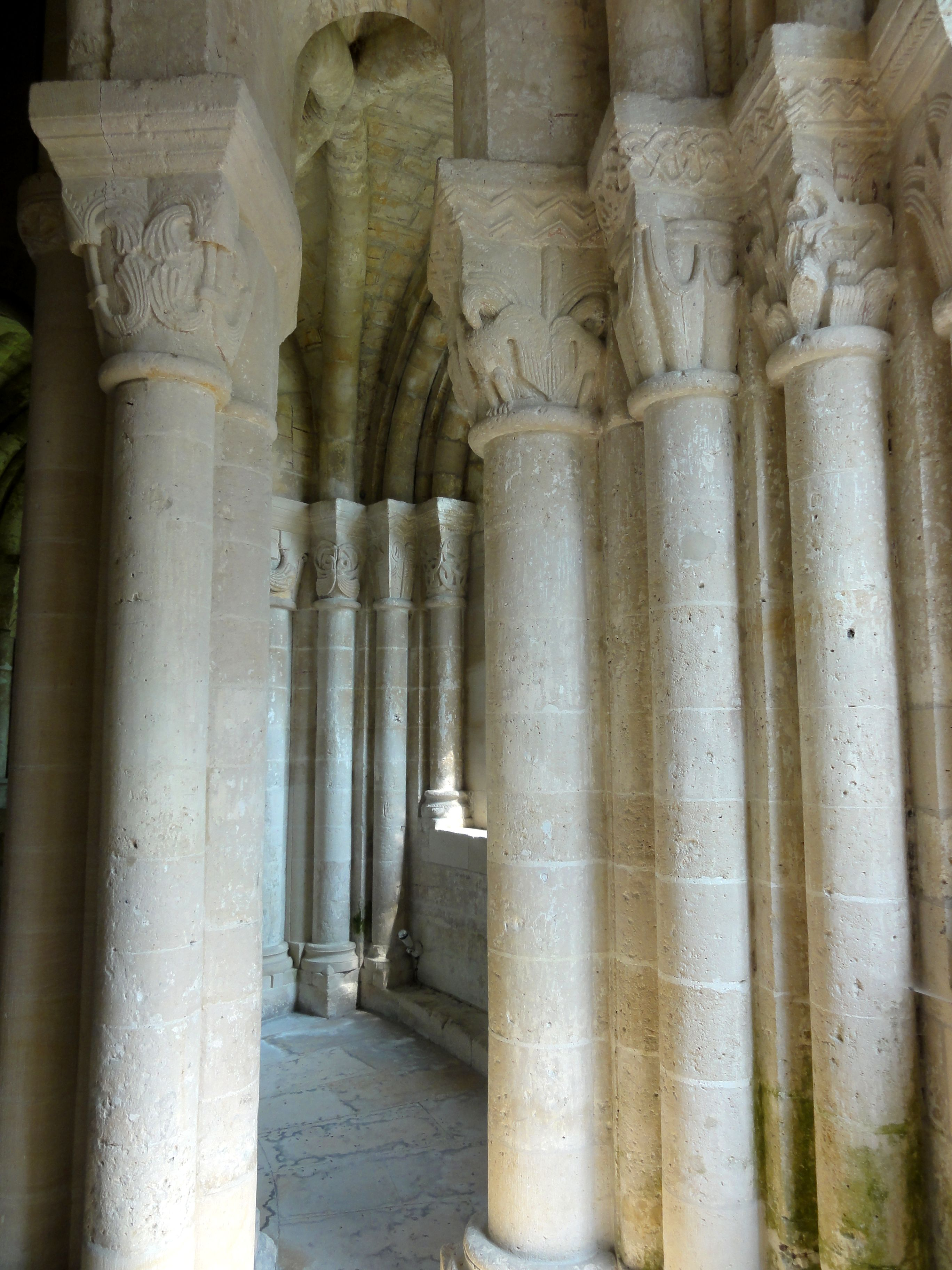
Chorumgang
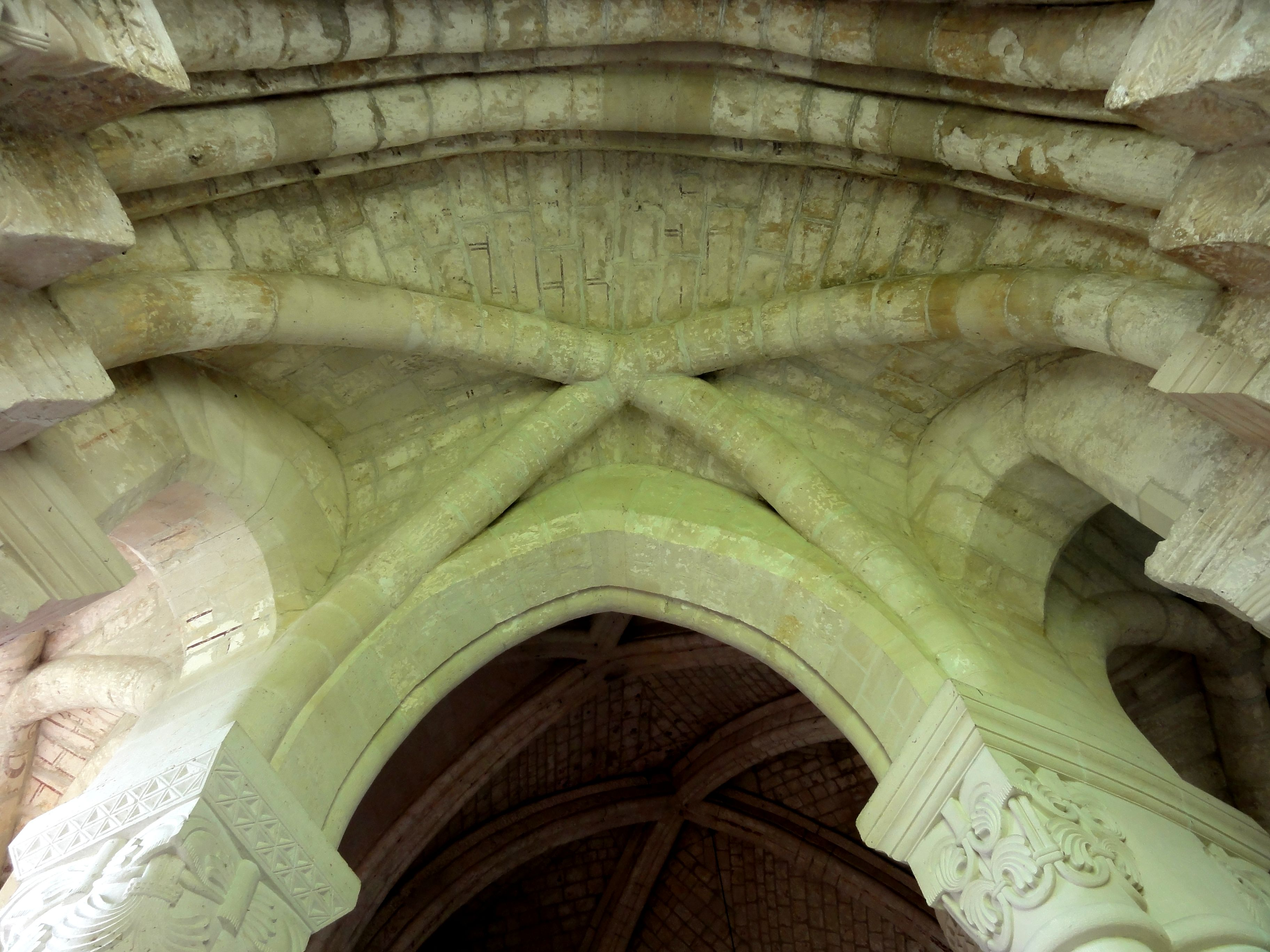
Kreuzrippengewölbe im Chorumgang

### Kapitelle
Der Dekor der Kapitelle im Langhaus weist neben Spiralmotiven und Flechtwerk stilisierte Blätter, menschliche Köpfe und Tierdarstellungen auf. Motive und Art der Darstellung sind aus vorromanischer Zeit übernommen. Die Kapitelle der Säulenvorlagen im Chor sind schlanker als die des Mittelschiffs, weisen aber ähnliche Motive auf wie in Flechtwerk eingebundene Masken, Palmetten, eingerollte Blätter, Vögel und ein von Blattwerk umgebenes Pferd.

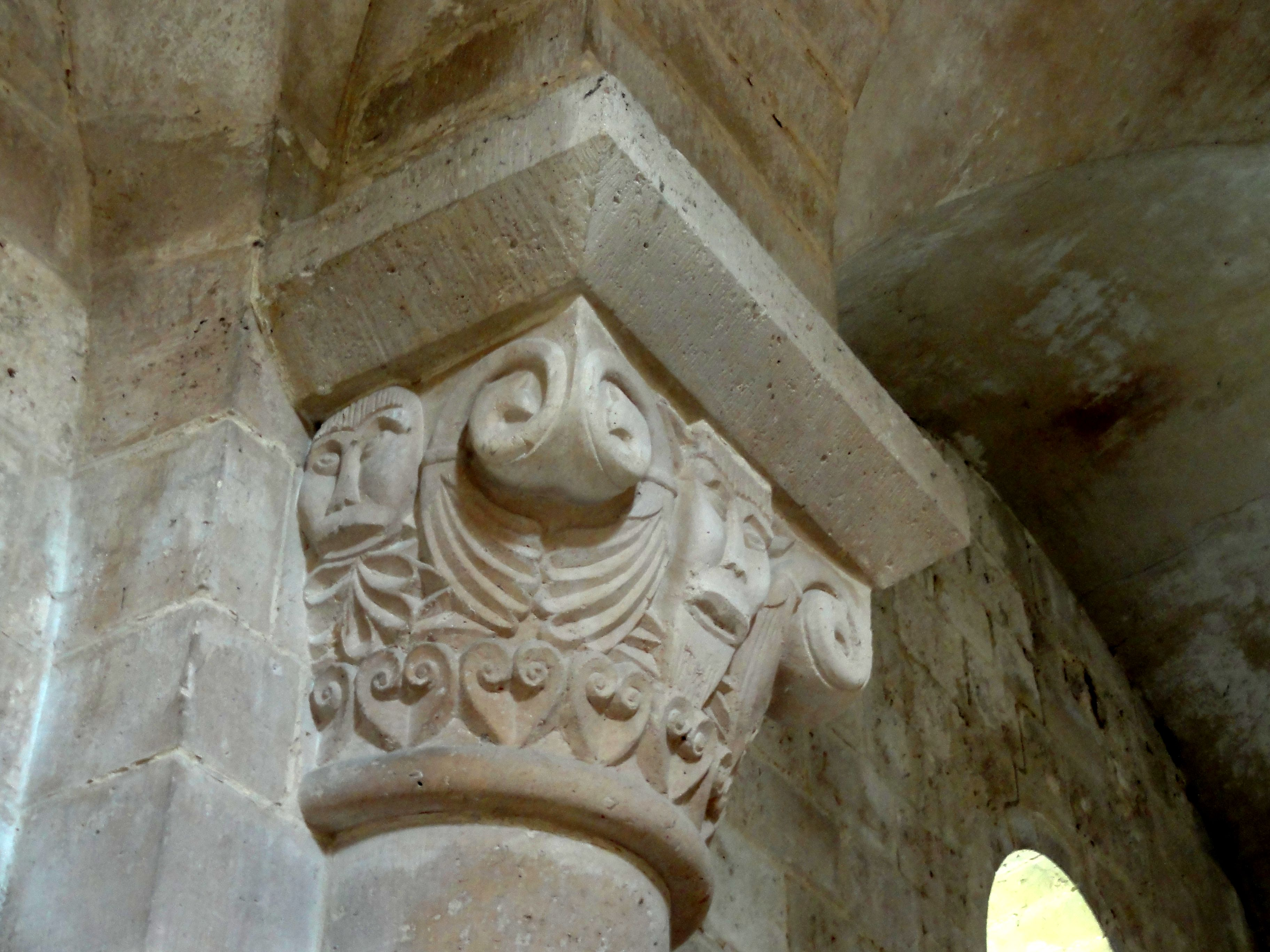
Kapitell im nördlichen Seitenschiff
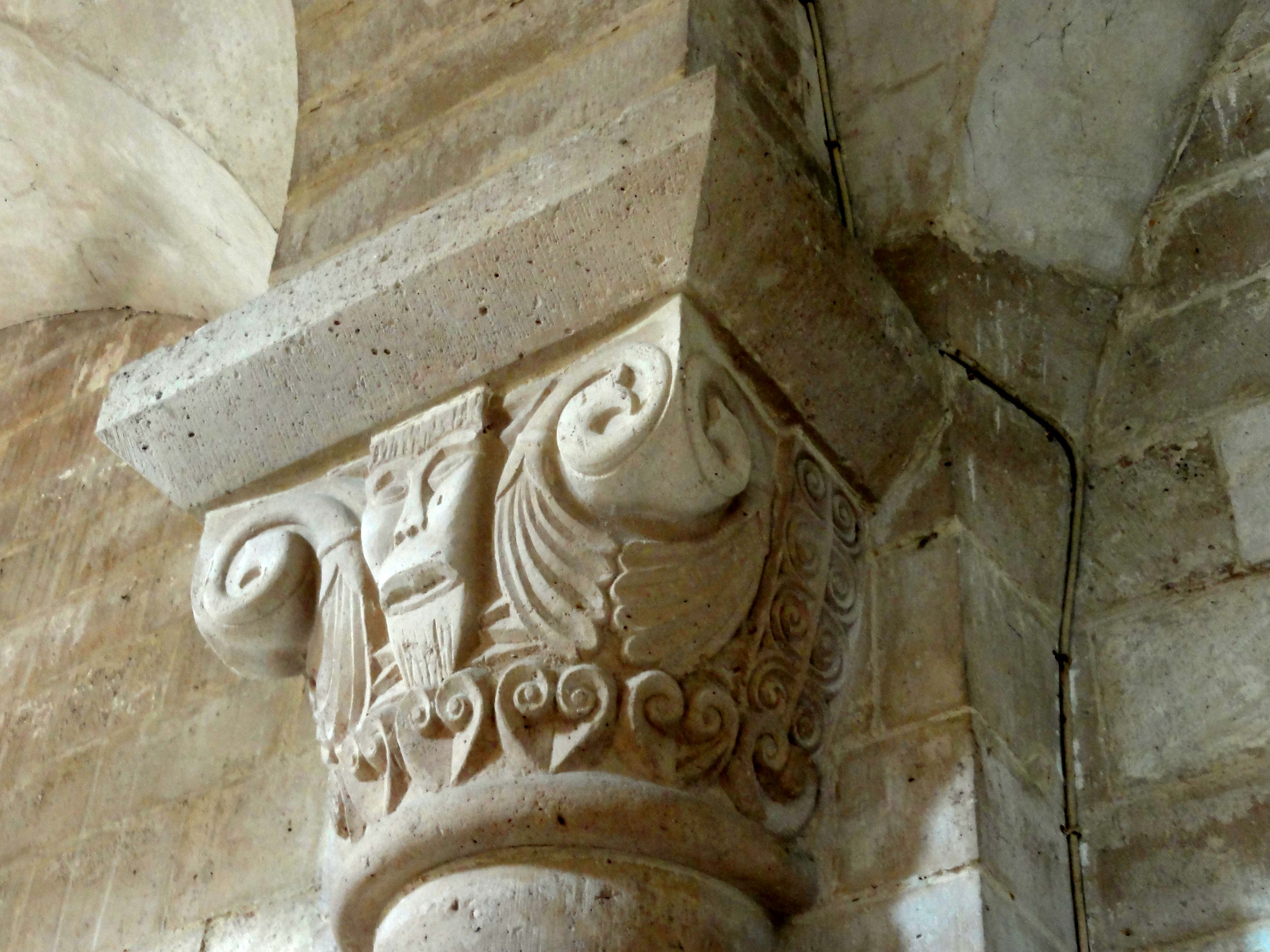
Kapitell im nördlichen Seitenschiff
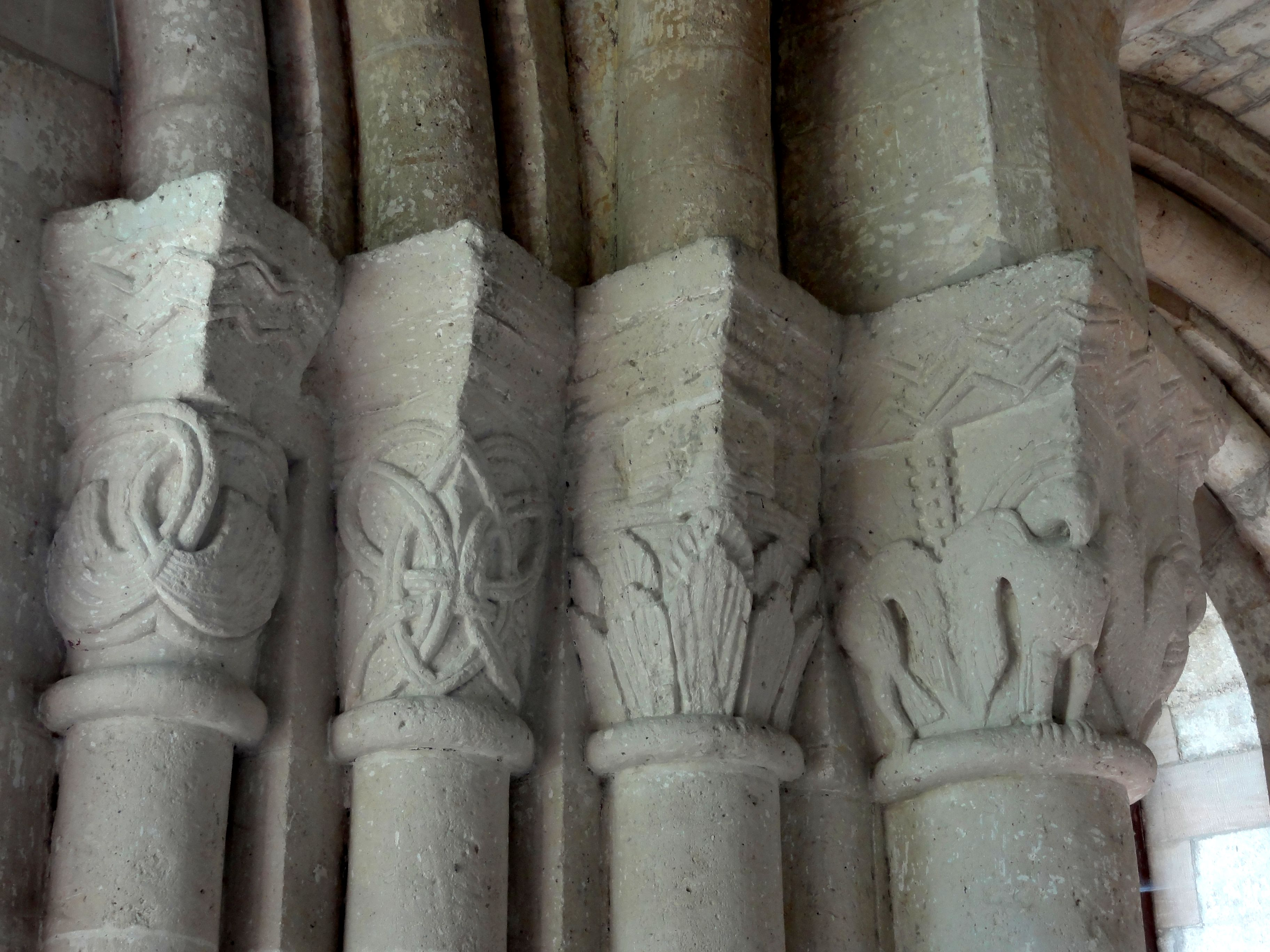
Kapitelle im Chorumgang
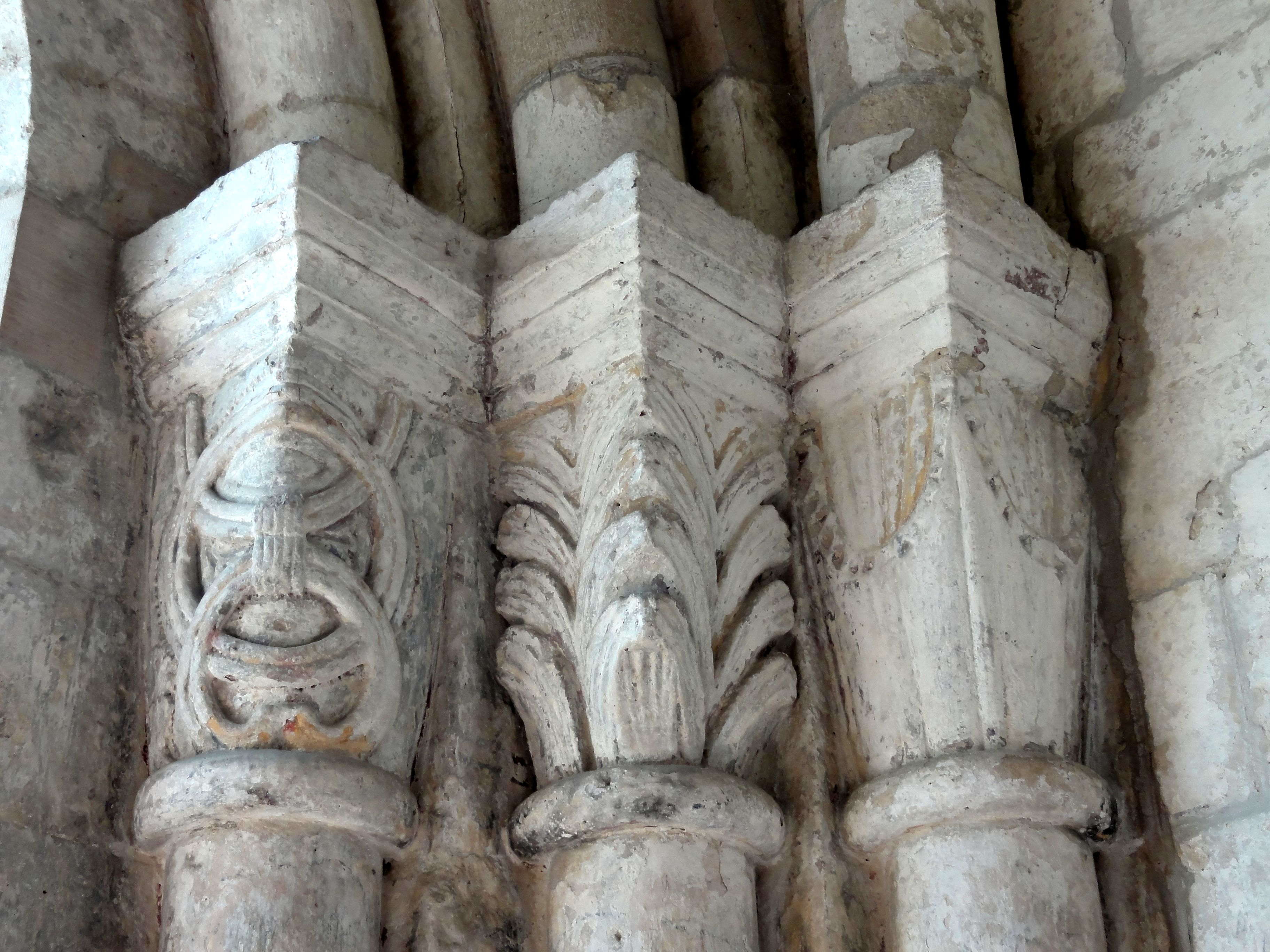
Kapitelle im Chorumgang

## Ausstattung
- Das aus Eichenholz geschnitzte Chorgestühl wird in das erste Viertel des 16. Jahrhunderts datiert.[3]
- Die aus Eichenholz geschnitzten und farbig gefassten Figuren Mariens[4], Christi am Kreuz[5] und des Johannes[6] gehörten ursprünglich zu einer Kreuzigungsgruppe, die auf einem Triumphbalken stand. Die Figuren sind Arbeiten aus dem 16. Jahrhundert.
- Aus dem 16. Jahrhundert stammen auch die holzgeschnitzten Figuren des heiligen Rochus von Montpellier[7] und des heiligen Sebastian[8] sowie die aus Kalkstein gemeißelten Figuren der heiligen Barbara von Nikomedien[9], eines Bischofs[10] und eines Papstes, die vermutlich den heiligen Clemens von Rom[11] darstellen soll. Auch die farbig gefassten Steinskulpturen eines weiteren heiligen Sebastian[12], des heiligen Christophorus[13] und der heiligen Maria Magdalena[14] stammen wie das farbig gefasste Kalksteinrelief mit der Darstellung der Kreuzigung Christi[15] aus dem 16. Jahrhundert.
- Die kleine Kalksteinfigur einer Madonna mit Kind ist eine Arbeit aus der zweiten Hälfte des 16. Jahrhunderts.[16]
- Die Schnitzfigur des Auferstehungschristus stammt aus dem 17. Jahrhundert. Auf dem Querbalken des Kreuzes, das Christus in der Hand hält, ist die Inschrift zu lesen: „IN HOC SIGNO VINCES“ (unter diesem Zeichen wirst du siegen).[17]
- Die beschädigte und wurmstichige Schnitzfigur eines nicht näher bestimmbaren Heiligen, der seinen eigenen Schädel in der Hand hält (Cephalophore)[18], wird in das erste Viertel des 14. Jahrhunderts datiert.

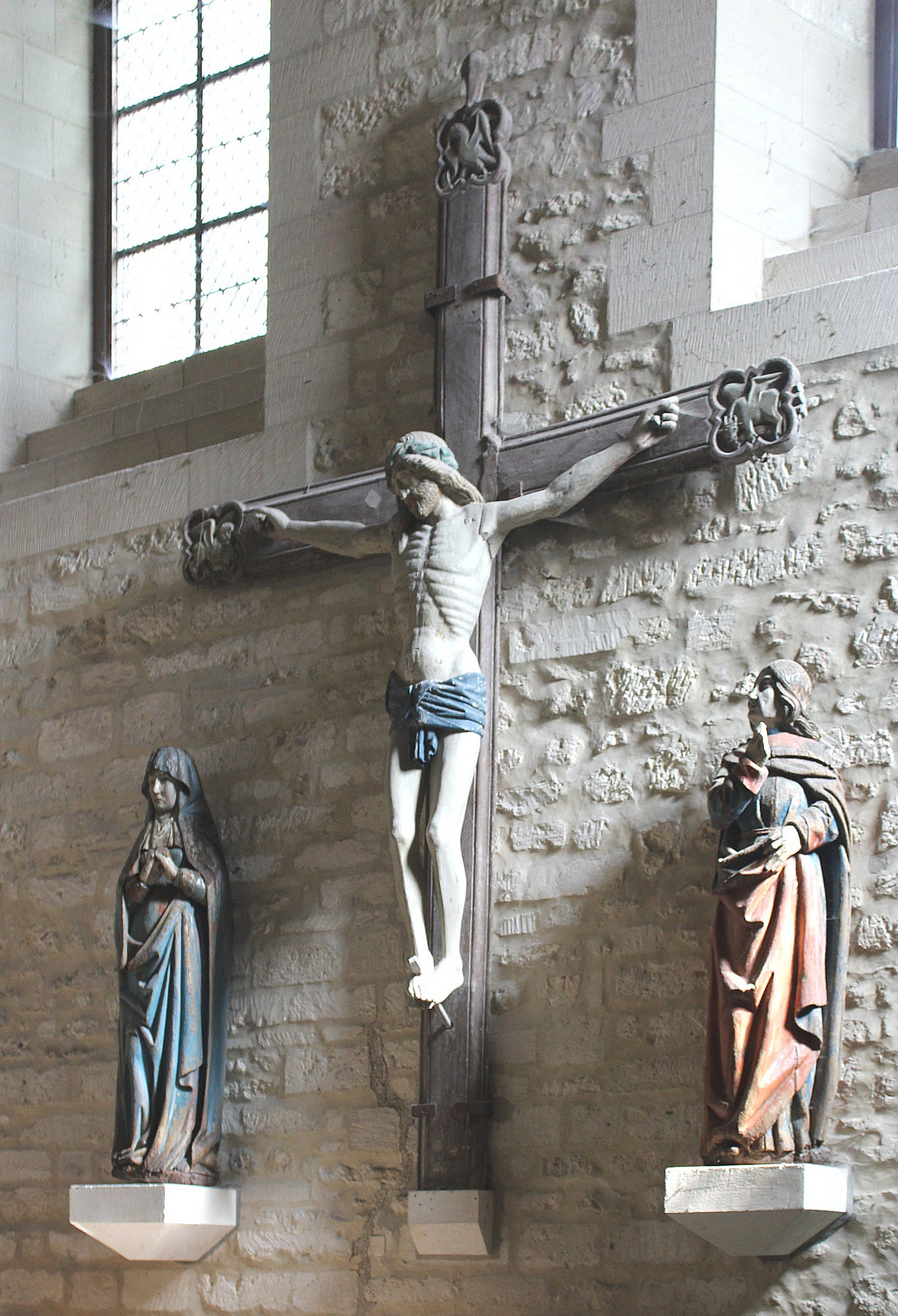
Kreuzigungsgruppe
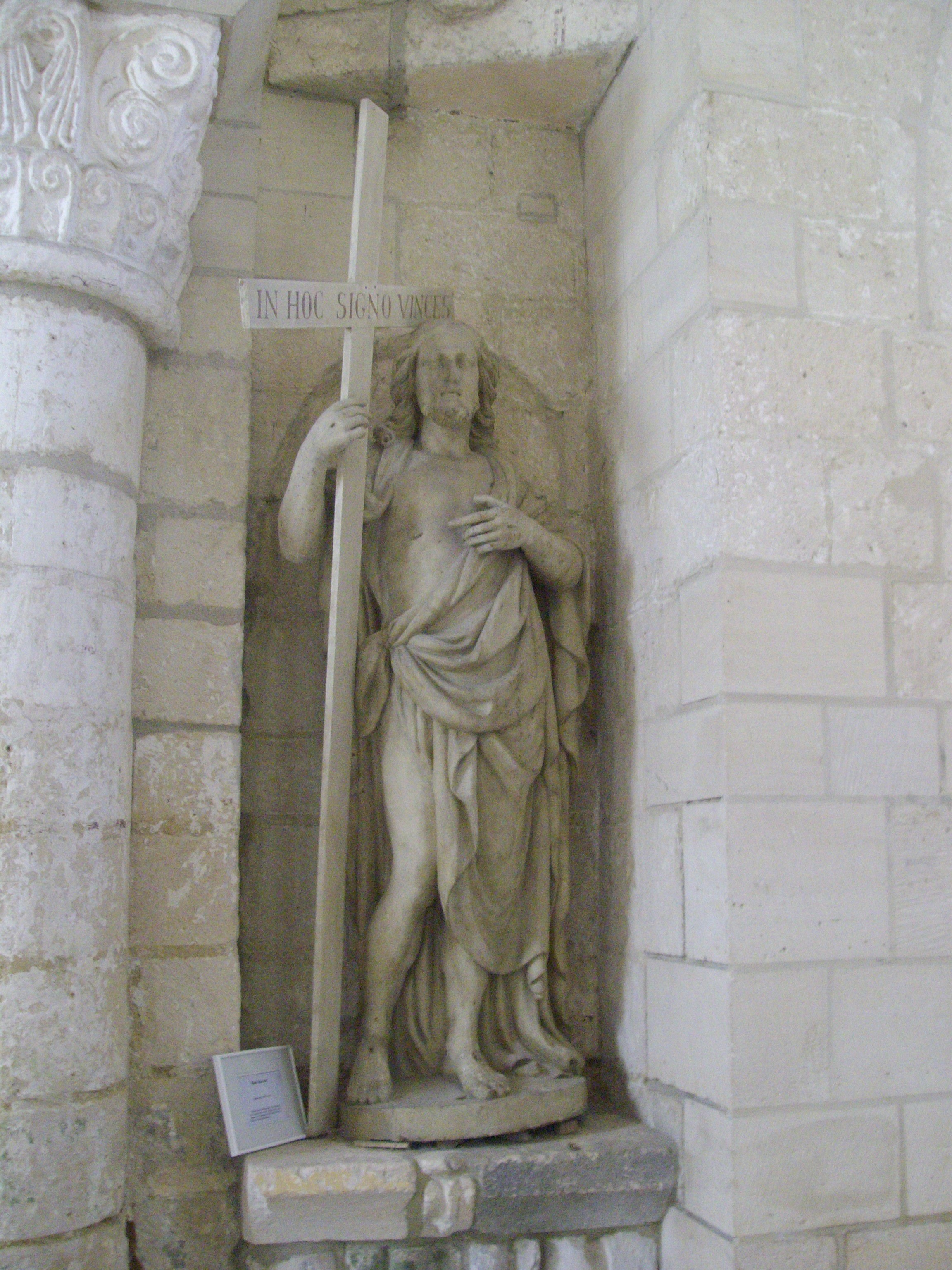
Auferstehungschristus
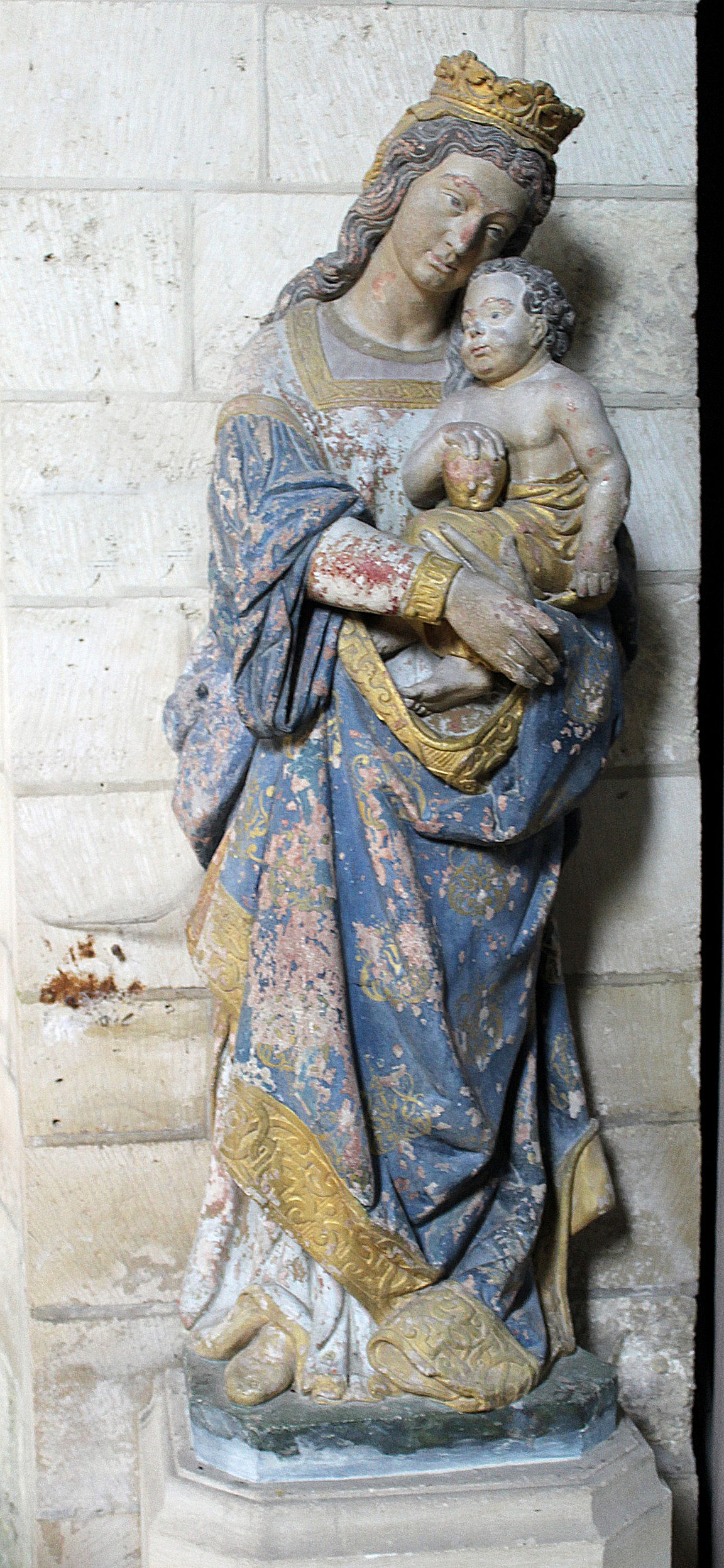
Madonna mit Kind
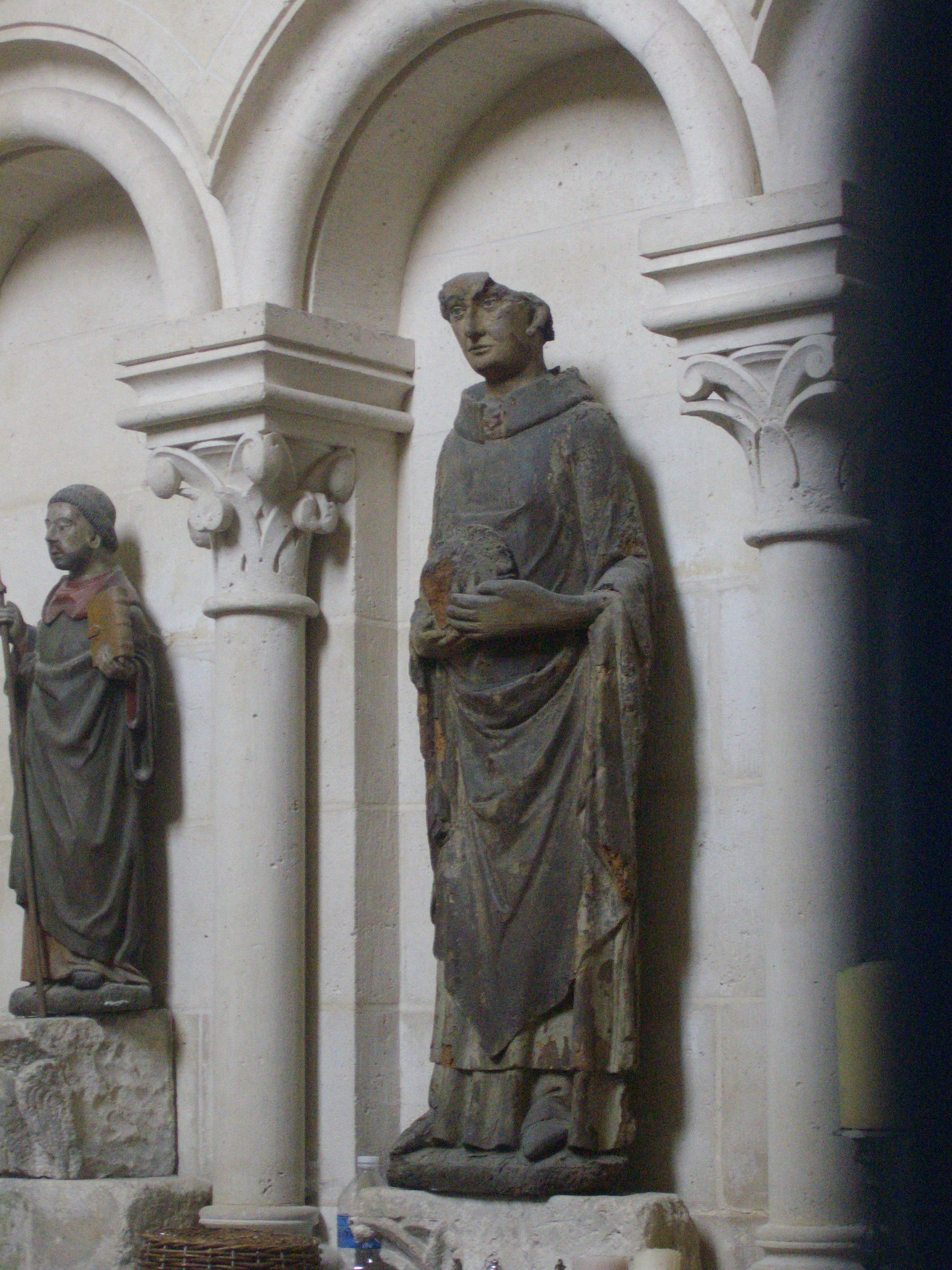
Heiliger Cephalophore

## Liegefigur des Florent de Hangest

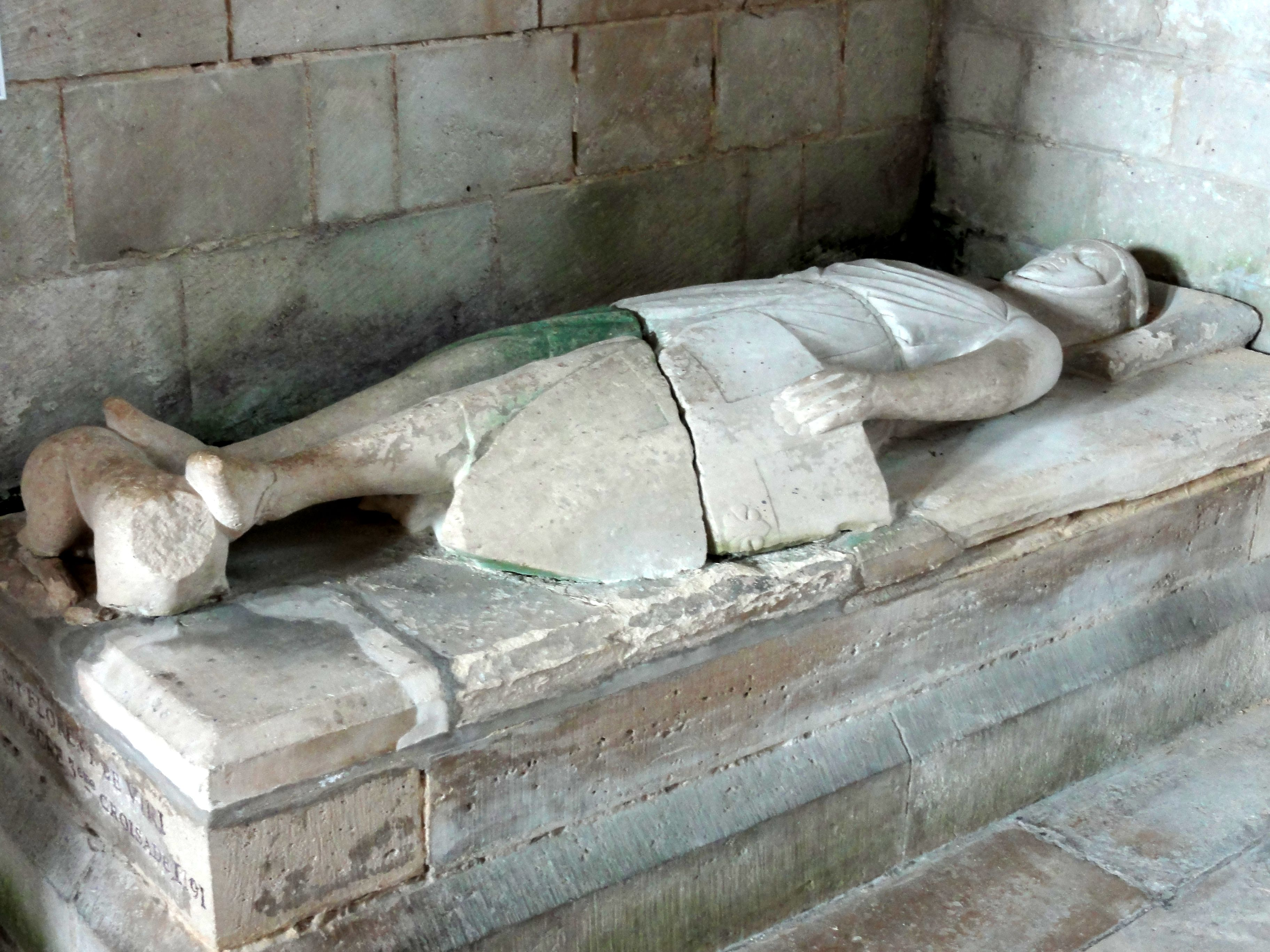
Liegefigur des Ritters Florent de Hangest († 1191)

Im nördlichen Querschiff der Kirche befindet sich das Grab von Florent de Hangest, der 1191 während des Dritten Kreuzzugs bei der Belagerung von Akkon (1189–1191) starb. Seine sterblichen Überreste gelangten durch seine Nichte Agnès de Viry, die Äbtissin des Klosters von Morienval war, in die ehemalige Abteikirche. Die aus Kalkstein gearbeitete Liegefigur des Verstorbenen wurde im späten 12. Jahrhundert geschaffen. Sie ist mit der Inschrift versehen: „CY GIT FLORENT DE VIRI / SAINT JEAN D'ACRE 3ème CROISADE 1191“ (hier ruht Florent de Viri / Saint Jean d'Acre 1191).